# (216910) Vnukov
(216910) Vnukov est un astéroïde de la ceinture principale.

## Description
(216910) Vnukov est un astéroïde de la ceinture principale. Il fut découvert le 13 mai 2009 à Androuchivka par l'observatoire astronomique d'Androuchivka. Il présente une orbite caractérisée par un demi-grand axe de 2,54 UA, une excentricité de 0,21 et une inclinaison de 13,0° par rapport à l'écliptique.

## Compléments